# Yannick Bolasie
Yannick Bolasie (Lyon, 24 mei 1989) – alias Yala Bolasie – is een Congolees voetballer die voornamelijk als linksbuiten speelt, maar ook als aanvallende middenvelder of rechtsbuiten uit de voeten kan. Bolasie debuteerde in maart 2013 in het voetbalelftal van Congo-Kinshasa.

## Clubcarrière
Bolasie begon zijn carrière bij Rushden & Diamonds en Hillingdon Borough. In 2007 trok hij naar het Maltese Floriana. Een jaar later keerde hij terug naar Engeland, waar Plymouth Argyle hem contracteerde. Die club leende hem uit aan zijn voormalige werkgever Rushden & Diamonds en tweemaal aan Barnet. In juni 2011 tekende hij een tweejarig contract bij Bristol City. Op 9 april 2012 maakte hij zijn eerste doelpunt voor The Robins tegen Coventry City. In augustus 2012 zette hij zijn handtekening onder een driejarig contract bij Crystal Palace. Hij debuteerde voor The Eagles tegen Middlesbrough en maakte zijn eerste doelpunt voor de club tegen Ipswich Town. In 2013 promoveerde Crystal Palace naar de Premier League. Bolasie kwam in zijn eerste seizoen op het hoogste niveau tot een totaal van 29 competitieduels, waarin hij vier assists gaf..

### Everton
Bolasie tekende op 15 augustus 2016 een contract tot medio juni 2021 bij Everton, dat hem overnam van Crystal Palace voor een bedrag van 35 miljoen euro. Vijf dagen later maakte hij zijn officiële debuut in de competitiewedstrijd tegen West Bromwich Albion, waar hij in de 61e minuut inviel voor Gerard Deulofeu. Op 4 december 2016 scheurde hij tegen Manchester United zijn voorste kruisband, waardoor hij een volledig kalenderjaar aan de kant moest blijven. Pas op 26 december 2017 maakte hij tegen West Bromwich zijn rentree. Na twee seizoenen had Bolasie in 32 wedstrijden slechts twee doelpunten gemaakt voor Everton.

### Anderlecht
Op 31 januari 2019 huurde RSC Anderlecht Bolasie tot het eind van dat seizoen. Op 24 februari scoorde hij tweemaal voor Anderlecht in het 2-2 gelijkspel thuis tegen landskampioen Club Brugge. Een week eerder had Bolasie ook al de winnende treffer gemaakt uit bij Antwerp.

## Clubstatistieken
| Seizoen | Club                 | Land              | Competitie          | Competitie | Competitie | Beker | Beker | Internationaal | Internationaal | Totaal | Totaal |
| Seizoen | Club                 | Land              | Competitie          | Wed.       | Dlp.       | Wed.  | Dlp.  | Wed.           | Dlp.           | Wed.   | Dlp.   |
| ------- | -------------------- | ----------------- | ------------------- | ---------- | ---------- | ----- | ----- | -------------- | -------------- | ------ | ------ |
| 2006/07 | Hillingdon Borough   | Vlag van Engeland | Southern Division 1 | 5          | 0          | 0     | 0     | —              | —              | 5      | 0      |
| 2007/08 | Floriana FC          | Vlag van Malta    | Premier League      | 12         | 1          | 2     | 0     | —              | —              | 14     | 1      |
| 2008/09 | Plymouth Argyle      | Vlag van Engeland | Championship        | 0          | 0          | 0     | 0     | —              | —              | 0      | 0      |
| 2008/09 | → Rushden & Diamonds | Vlag van Engeland | Conference Premier  | 7          | 0          | 0     | 0     | —              | —              | 7      | 0      |
| 2008/09 | → Barnet FC          | Vlag van Engeland | League Two          | 20         | 3          | 0     | 0     | —              | —              | 20     | 3      |
| 2009/10 | → Barnet FC          | Vlag van Engeland | League Two          | 22         | 2          | 4     | 0     | —              | —              | 26     | 2      |
| 2009/10 | Plymouth Argyle      | Vlag van Engeland | Championship        | 16         | 1          | 0     | 0     | —              | —              | 16     | 1      |
| 2010/11 | Plymouth Argyle      | Vlag van Engeland | League One          | 35         | 7          | 1     | 0     | —              | —              | 36     | 7      |
| 2011/12 | Bristol City         | Vlag van Engeland | Championship        | 23         | 1          | 1     | 0     | —              | —              | 24     | 1      |
| 2012/13 | Bristol City         | Vlag van Engeland | Championship        | 0          | 0          | 1     | 0     | —              | —              | 1      | 0      |
| 2012/13 | Crystal Palace       | Vlag van Engeland | Championship        | 45         | 3          | 3     | 0     | —              | —              | 48     | 3      |
| 2013/14 | Crystal Palace       | Vlag van Engeland | Premier League      | 29         | 0          | 1     | 0     | —              | —              | 30     | 0      |
| 2014/15 | Crystal Palace       | Vlag van Engeland | Premier League      | 34         | 4          | 1     | 0     | —              | —              | 35     | 4      |
| 2015/16 | Crystal Palace       | Vlag van Engeland | Premier League      | 26         | 5          | 5     | 1     | —              | —              | 31     | 6      |
| 2016/17 | Crystal Palace       | Vlag van Engeland | Premier League      | 1          | 0          | 0     | 0     | —              | —              | 1      | 0      |
| 2016/17 | Everton FC           | Vlag van Engeland | Premier League      | 13         | 1          | 2     | 0     | —              | —              | 15     | 1      |
| 2017/18 | Everton FC           | Vlag van Engeland | Premier League      | 16         | 1          | 1     | 0     | —              | —              | 17     | 1      |
| 2018/19 | → Aston Villa        | Vlag van Engeland | Championship        | 21         | 2          | 0     | 0     | —              | —              | 21     | 2      |
| 2018/19 | → RSC Anderlecht     | Vlag van België   | Eerste klasse A     | 17         | 6          | 0     | 0     | 0              | 0              | 17     | 6      |
| 2019/20 | → Sporting Lissabon  | Vlag van Portugal | Primeira Liga       | 14         | 1          | 4     | 0     | 7              | 1              | 25     | 2      |
| 2020/21 | Everton FC           | Vlag van Engeland | Premier League      | 0          | 0          | 0     | 0     | —              | —              | 0      | 0      |
| 2020/21 | → Middlesbrough FC   | Vlag van Engeland | Championship        | 8          | 0          | 0     | 0     | —              | —              | 8      | 0      |
| Totaal  | Totaal               | Totaal            | Totaal              | 364        | 38         | 22    | 1     | 7              | 1              | 398    | 40     |

## Interlandcarrière
In maart 2013 ging Bolasie in op een oproep voor het nationale elftal van Congo-Kinshasa, nadat hij eerder de kans liet schieten om aan te treden op het Afrikaans kampioenschap voetbal 2013. Hij debuteerde voor zijn land op 24 maart 2013 in een duel in het kwalificatietoernooi voor het wereldkampioenschap voetbal 2014 tegen Libië (0–0). De daaropvolgende twee WK-kwalificatiewedstrijden speelde Bolasie ook mee; in 2014 speelde hij zesmaal een interland in de kwalificatie voor het Afrikaans kampioenschap voetbal 2015. In het duel tegen Sierra Leone op 19 november 2014 maakte hij twee doelpunten (eindstand 3–1). Bolasie maakte in januari 2015 op dat kampioenschap in de groepswedstrijd tegen Zambia de gelijkmaker.

## Persoonlijk
De ouders van Bolaise komen uit het voormalige Zaïre. Bolaise werd geboren in het Franse Lyon, maar verhuisde op zeer jonge leeftijd naar Londen, waar hij opgroeide in de wijk Brent. Hij is de neef van voetballers Lomana LuaLua, Kazenga LuaLua en Trésor Kandol.